# No Tears for the Dead
No Tears for the Dead (en hangul, 우는 남자; romanización revisada, Uneun Namja; literalmente:'Hombre llorando') es una película de acción surcoreana de 2014, escrita y dirigida por Lee Jeong-beom. Se desarrolla alrededor de un sicario profesional (Jang Dong-gun) quién se arrepiente de asesinar a su último objetivo (Kim Min-hee).

## Sinopsis
Abandonado por su madre en los Estados Unidos cuando era niño, Gon (Jang Dong-gun) fue criado por la mafia y creció para convertirse en un frío sicario. Aunque normalmente impecable al eliminar a sus objetivos, comete una terrible equivocación al asesinar a una inocente niña. Inundado por sentimientos de remordimiento, culpa y vergüenza ya no quiere ser un sicario, pero su jefe le da una última misión.
Enviado de regreso a Corea del Sur, el país natal de su madre, en busca de su último objetivo, pero como una ironía del destino aquel objetivo es Mo-gyeong (Kim Min-hee), la madre de la niña muerta. Mo-gyeong es una directora de riesgo en una agencia de inversión, que ahora vive en una inmensa desesperación, cuidando de su madre mientras se refugia en el alcohol y los fármacos por la pérdida de su esposo e hija. Ajena a su participación en una conspiración hasta que un hombre se acerca a ella, diciendo conocer la verdad detrás de la muerte de su hija.
Gon afrontará una decisión de vida o muerte, seguir la orden de eliminar a su objetivo o arriesgar su vida como precio de redención por su pasado.

## Elenco
- Jang Dong-gun como Gon.
  - Go Woo-rim como Gon (joven).
- Kim Min-hee como Mo-gyeong.
- Brian Tee como Chaoz.
- Kim Hee-won como Byun.[9]
- Kim Jun-seong  como John Lee.
- Jeon Bae-soo como Detective Jang.
- Kim Min-jae como Park.
- Kang Han-na como maestra del preescolar.
- Lee Young-lan como Ok-soon.
- Anthony Dilio como Juan.
- Alexander Wraith como Álvaro.
- Rich Ting como Asing.
- Angela Bullock como Emma.
- Kang Ji-woo como Yoo-mi.
- Kim So-jin como Mi-jin.
- Kim Ji-seong como madre de Gon.
- Park Byung-eun como Ha Yoon-gook.
- Kim Won-beom como Park Won-sang.
- Byun Yo-han como Song Joon-ki.
- Jang In-sub como un miembro del equipo especial de delitos financieros.
- Lee Dong-hwi como ingeniero del vehículo eléctrico.
- Lee Jae-in como nieta de Daeban.
- Park Ji-yeon como el 1.er Miembro del Equipo de "Ventura Holdings".
- Choi Seung-il como el 2.º Miembro del Equipo de "Ventura Holdings".
- Kang Hyeon-woo como el 3.er Miembro del Equipo de "Ventura Holdings".
- Kim Tae-hoon como el 4.º Miembro del Equipo de "Ventura Holdings".
- Lee Kyu-hyung como el 5.º Miembro del Equipo de "Ventura Holdings".
- Kim Sung-oh como 112 voz de policía #1.

## Producción
El escritor y director Lee Jeong-beom entrevistó a las fuerzas especiales de Corea y Estados Unidos para aprender sobre sus realidades e incorporarlas a su guion.
Para prepararse para su papel, Jang Dong-gun entrenó durante cuatro meses en una escuela de acción en Seúl y formación de combate en los Estados Unidos.

## Taquilla
No Tears for the Dead fue estrenada en Corea del Sur el 4 de junio de 2014. A pesar de su director y actor estelar, se situó detrás de las cintas de Hollywood X-Men: días del futuro pasado y Al filo del mañana. Debutó en quinto lugar de taquilla, con 600,988 entradas.